# Macroglossum bifasciata
Macroglossum bifasciata là một loài bướm đêm thuộc họ Sphingidae, chi Macroglossum.